# Арена Сосновець
50°17′21″ пн. ш. 19°10′18″ сх. д. / 50.289167° пн. ш. 19.17175° сх. д.
Арена Сосновець (пол. Arena Sosnowiec) — багатофункціональний комплекс у місті Сосновець (Сілезьке воєводство, Польща), розташований у Заглембівському спортивному парку. Вміщує 3 000 глядачів, відкритий 23 лютого 2023 року. Головний спонсор будівництва — ArcelorMittal Poland S. A.

## Історія
Урочисте відкриття новозбудованої «Арени Сосновець» відбулося 23 лютого 2023 року.
Площа зали — 3 000 м². Місткість — 3 000 глядачів
16 травня 2024 року тут відбудеться товариська гра між волейбольними чоловічими збірними України та Польщі.